# Gilles Duceppe
Gilles Duceppe (Montréal, 22 luglio 1947) è un politico canadese, leader del Blocco del Québec dal 1997 al 2011 e per due periodi nel 1996 e 2015.
Impiegato ospedaliero e sindacalista, entrò in politica nel 1990, quando fu eletto alla Camera dei comuni come indipendente, rappresentando quello che divenne il Blocco del Québec, partito di matrice indipendentista attivo nella provincia a maggioranza francofona.
Già brevemente capopartito nel 1996, nel 1997 fu eletto al vertice del Blocco. Guidò ininterrottamente la formazione fino alle elezioni del 2011, che configurarono un ribalto elettorale con forti perdite del BQ a favore del Nuovo Partito Democratico.
Con il partito in difficoltà, tormò alla guida del Blocco nel 2015 per le elezioni federali di quell'anno, in cui la formazione recuperò alcuni seggi, per poi ritirarsi nuovamente poco dopo la tornata elettorale.